# Пиура (регион)
Пиу̀ра (на испански: Piura) е един от 25-те региона на южноамериканската държава Перу. Разположен е в северозападната част на страната на Тихия океан. Пиура е с площ от 35 892,49 км². Регионът има население от 1 856 809 жители (по преброяване от октомври 2017 г.).

## Провинции
Пиура е разделен на 8 провинции, които са съставени от 64 района. Някои от провинциите са:
1. Моропон
2. Пиура
3. Талара